# Ratchaburi
Ratchaburi (in thailandese ราชบุรี, abbreviato Rat Buri e Rajburi) è una città minore (thesaban mueang) della Thailandia di 34 713 abitanti (2020). Il territorio comunale occupa una parte del distretto di Mueang Ratchaburi, che è capoluogo della Provincia di Ratchaburi, nel gruppo regionale della Thailandia Centrale. In città hanno sede il governo provinciale e distrettuale.
È una delle città più antiche e ricche di cultura della Thailandia, una caratteristica a lungo sconosciuta a buona parte dei suoi abitanti e dei turisti in quanto le sue risorse storico-culturali per lungo tempo non sono state sufficientemente valorizzate e non hanno destato l'interesse della popolazione locale.

## Geografia
La città si trova in una zona pianeggiante nella parte meridionale delle grandi pianure della Thailandia Centrale e all'imbocco della penisola malese. È attraversata dal fiume Mae Klong, che dopo alcune decine di chilometri sfocia nel golfo del Siam. È situata 100 km ad ovest del centro di Bangkok e a 78 km dai suoi confini occidentali.
Risalendo il Mae Klong da Ratchaburi, dopo circa 80 km si arriva a Kanchanaburi, dove si trovano i primi contrafforti dei monti del Tenasserim, la lunga catena che costituisce la spina dorsale della penisola malese. Risalendo ulteriormente il fiume, che prende il nome Khwae Yai, si giunge al passo delle Tre Pagode e scendendo lungo il versante birmano della catena si arriva quindi ai porti birmani di Tavoy o Moulmein. Questo percorso è uno dei più accessibili e utilizzati per l'attraversamento della catena montuosa e assume una grande importanza economica, storica e culturale per Ratchaburi e per le intere bassa Birmania e Thailandia Centrale.

## Storia

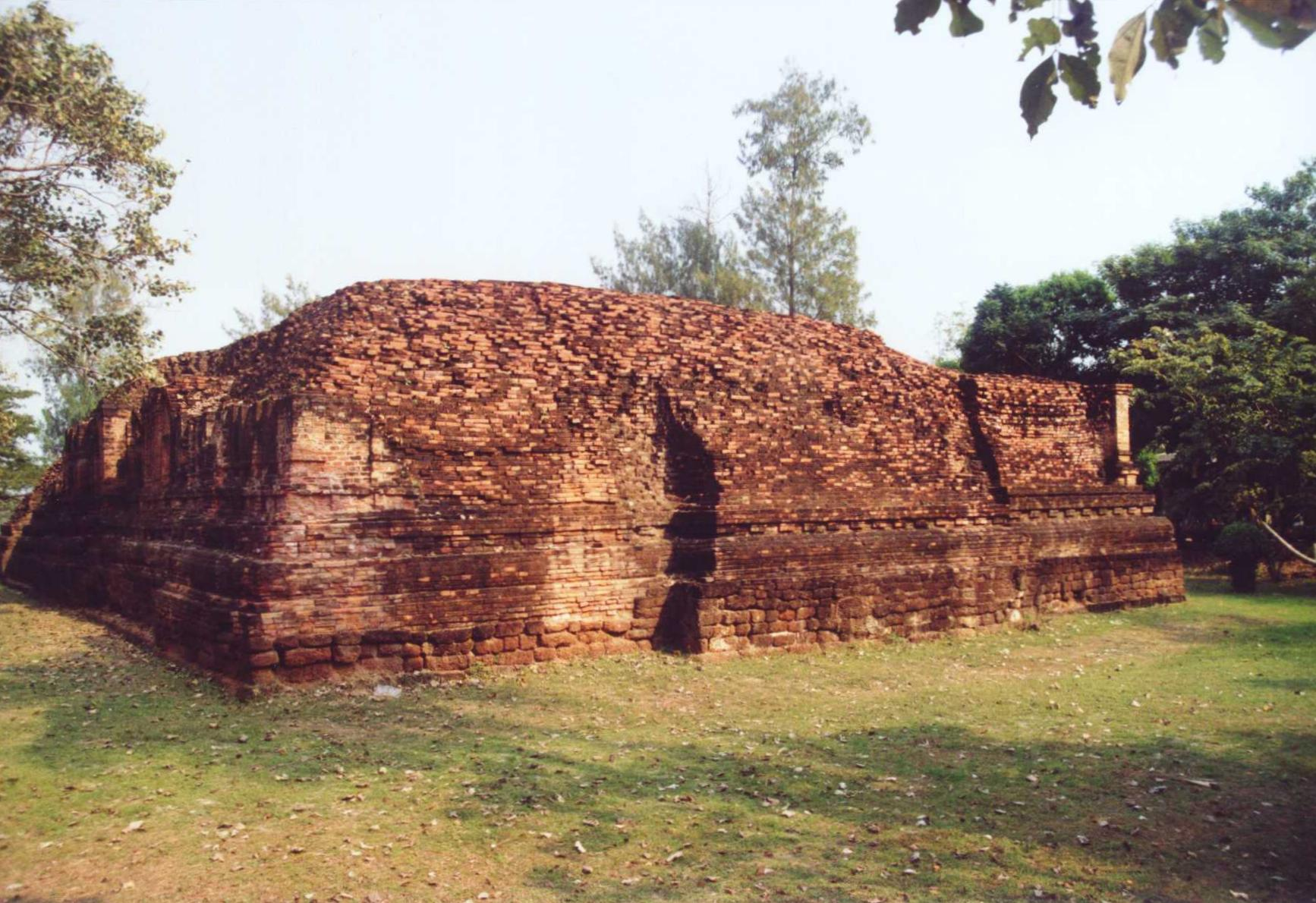
Rovine dell'antico Wat Klong di Khu Bua

Si è ipotizzato che fin dall'antichità la zona di Ratchaburi sia stata un punto di passaggio per i traffici commerciali tra Oriente e Occidente, che attraverso il passo delle Tre Pagode e altri valichi dei monti del Tenasserim evitavano le insidie e i disagi della circumnavigazione della penisola malese. Ratchaburi fu costruita nelle immediate vicinanze dell'antica Khu Bua, un glorioso principato della confederazione Dvaravati nel periodo tra il VI e il XIII secolo, le cui rovine e un museo con i reperti archeologici si trovano nella periferia sud della città e testimoniano l'avanzato sviluppo dell'arte buddhista raggiunto dal popolo Mon a Khu Bua a partire dai primi anni del VII secolo.
L'area si trovava sulla costa del golfo del Siam attorno al 5000/6000 avanti Cristo e Khu Bua, al pari di altri insediamenti Dvaravati, fu costruita quando la linea di costa era già regredita nella posizione attuale per la sedimentazione del Mae Klong, ma la fascia compresa tra Khu Bua ed il mare era rimasta coperta da paludi. Khu Bua fu tra i grandi principati Dvaravati quello più vicino alla penisola malese e i suoi reperti archeologici sembrano fare riferimento della tradizione del buddhismo mahāyāna, a differenza dei reperti delle altre città Dvaravati che fanno parte della tradizione theravada.
A quel tempo la parte settentrionale della penisola era dominata dal Regno di Tambralinga tributario dell'Impero Srivijaya, Stati che a loro volta facevano parte della tradizione mahayana. Con il progressivo declino di Dvaravati, tra l'XI e il XII secolo i suoi territori rimasero sotto il controllo dell'Impero Khmer, che ne sviluppò ulteriormente le città. Una delle prime citazioni di Ratchaburi risale ai tempi del sovrano Khmer Jayavarman VII (regnò negli anni a cavallo del 1200), che fece dono di un'immagine del Buddha a Jaya-Rājapuri.
I Khmer conobbero l'inizio del proprio declino nel secolo successivo e ne approfittò l'emergente Regno di Sukhothai, il primo Stato formato dai Thai, che nella seconda metà del XIII secolo si affermò nella parte ovest degli ex territori Dvaravati (zona di cui fa parte Ratchaburi) e in quella settentrionale della penisola malese. Fu a partire da questo periodo che la tradizione theravada si affermò definitivamente nell'intera regione. Tra il 1371 e il 1448 il Regno di Sukhothai fu progressivamente assorbito dal Regno di Ayutthaya, il secondo Stato fondato dai Thai dal quale ha avuto origine l'odierno Regno di Thailandia. Ratchaburi è rimasta quasi ininterrottamente sotto il controllo di questi Stati.
Nei secoli successivi Ratchaburi fu spesso attraversata dagli eserciti invasori birmani e siamesi che transitavano per il passo delle Tre Pagode durante i conflitti tra Ayutthaya e la dinastia di Toungoo della Birmania. La successiva dinastia Konbaung pose fine al Regno di Ayutthaya distruggendone la capitale nel 1767, in tale occasione il massiccio esercito birmano rase al suolo anche Ratchaburi, che rimase deserta fino al 1800 e alcuni dei suoi quartieri furono ricostruiti solo attorno al 1880. Il Siam fu riunificato prima nel Regno di Thonburi (1768-1782) e poi nel Regno di Rattanakosin (1782-1932), il cui primo sovrano fu Rama I, che era stato governatore di Ratchaburi prima del 1767. Il re nel 1812 scelse come nuovo governatore della città un membro dell'aristocratica famiglia Wongsarot, la quale avrebbe mantenuto il controllo di Ratchaburi quasi ininterrottamente fino al 1897.

## Cultura
Dai primi anni del XXI secolo, gruppi di volontari e artisti locali, al fine di promuovere il patrimonio culturale della città, hanno cominciato a organizzare una serie di valide iniziative, tra cui diverse mostre di arte contemporanea.

## Economia
Un prodotto dell'artigianato locale per cui Ratchaburi è da secoli famosa sono le tradizionali giare in ceramica laccata con draghi disegnati, che assieme ad altre ceramiche vengono oggi realizzate sia nello stile classico che in stile moderno in diverse fabbriche della zona.

## Infrastrutture e trasporti
Nella stazione cittadina si fermano i treni della linea meridionale della Ferrovia di Stato della Thailandia, che collegano Bangkok con la Malaysia. Alla periferia nord ed ovest passa la strada statale 4 Thanon Phet Kasem, che a sua volta collega Bangkok e la Malesia e fa parte dell'Asian Highway AH2.